# Équipe cycliste Chirio Forno d'Asolo
Chirio Forno d'Asolo est une équipe cycliste féminine basée en Italie, dans les environs d'Asti dans le Piémont. Elle est dirigée jusqu'en 2014 par Franco Chirio. Zinaida Stahurskaia, Zulfiya Zabirova, Regina Schleicher et Giorgia Bronzini en ont notamment fait partie.
En 2014, elle fusionne avec l'équipe Pasta Zara-Cogeas et devient l'équipe Forno d’Asolo-Astute. Cependant dès 2015, elle reprend une identité propre au niveau amateur.

## Histoire de l'équipe
Le fondateur de l'équipe est Franco Chirio, qui est également le propriétaire d'une entreprise fabriquant de la glace. Une équipe est fondée en 1991 uniquement pour les jeunes coureurs, aussi bien hommes que femmes. Ce n'est que plus tard, que la formation devient féminine et professionnelle. L'entreprise agroalimentaire Forno d'Asolo est longtemps partenaire de l'équipe.
Le début des années 2000 est la période faste de l'équipe. En 2002, Zinaida Stahurskaia remporte la course de La Grande Boucle Féminine Internationale et finit deuxième du Tour d'Italie. La même année, Zulfiya Zabirova devient championne du monde du contre-la-montre. L'équipe gagne vingt-sept courses UCI cette année-là.
Les années suivantes, l'Allemande Regina Schleicher court pour l'équipe et gagne quatre étapes du Tour d'Italie 2003. Les Lituaniennes Jolanta et Rasa Polikevičiūtė font également partie de la formation, tout comme la sprinteuse Giorgia Bronzini qui est la plus rapide sur trois étapes du Giro 2005. En 2004, l'ancienne championne du monde Alessandra Cappellotto porte également le maillot de l'équipe.
Les coureuses les plus marquantes des dernières années sont l'Ukrainienne Tatiana Stiajkina, l'Italienne Luisa Tamanini et la Brésilienne Uenia Fernandes. En 2011, Giorgia Bronzini réintègre l'équipe alors qu'elle porte le maillot irisé. La même année, l'équipe fusionne avec l'équipe Colavita/Baci.
En 2014, elle fusionne avec l'équipe Acca Due O et devient l'équipe Forno d’Asolo-Astute.
L'équipe a officiellement son siège à Montechiaro d'Asti, proche d'Asti sans le Piémont.

## Classements UCI
Ce tableau présente les places de l'équipe Forno d'Asolo au classement de l'Union cycliste internationale en fin de saison, ainsi que ses meilleures coureuses au classement individuel.
| Année | Classement par équipes | Meilleure coureuse au classement individuel |
| 2002  | 6e                     | Zinaida Stahurskaia (7e)                    |
| 2003  | 12e                    | Regina Schleicher (8e)                      |
| 2004  | 16e                    | Jolanta Polikevičiūtė (53e)                 |
| 2005  | -                      | Giorgia Bronzini (10e)                      |
| 2006  | 23e                    | Tatiana Stiajkina (90e)                     |
| 2007  | 20e                    | Clemilda Fernandes Silva (48e)              |
| 2008  | 15e                    | Tatiana Stiajkina (39e)                     |
| 2009  | 25e                    | Janildes Fernandes Silva (111e)             |
| 2010  | 22e                    | Edita Janeliunaite (136e)                   |
| 2011  | 7e                     | Giorgia Bronzini (6e)                       |
| 2012  | 28e                    | Patricia Schwager (93e)                     |
| 2013  | 16e                    | Clemilda Fernandes Silva (30e)              |

## Principales victoires

### Grands tours
| - Tour d'Italie féminin - Participations : 10 (2001, 2002, 2003, 2005, 2007, 2008, 2009, 2010, 2011, 2012) - Victoires d'étapes : 10 - 2 en 2002 : Zinaida Stahurskaia (2) - 5 en 2003 : Regina Schleicher (4), Zinaida Stahurskaia - 3 en 2005 : Giorgia Bronzini (3) - Victoire finale : 0 - Podiums : 0 - Classement annexe : 0 | - La Grande Boucle Féminine Internationale - Participations : 5 (2002, 2005, 2006, 2007, 2008) - Victoires d'étapes : 4 - 3 en 2002 : Zulfiya Zabirova (2), 1 Zinaida Stahurskaia - 1 en 2008 : Rasa Polikevičiūtė - Victoire finale : 2002 (Zinaida Stahurskaia) - Podiums : 0 - Classements annexes : 6 - Classement de la montagne : 2002 (Zinaida Stahurskaia), 2008 (Jolanta Polikevičiūtė) - Classement de la combativité : 2002 (Zinaida Stahurskaia) - Classement de la meilleure jeune : 2006 (Taccjana Šarakova), 2007 (Alona Andruk) - Classement de la meilleure équipe : 2006 |

### Compétitions internationales
Cyclisme sur route
- Championnats du monde : 1
  - Contre-la-montre : 2002 (Zulfiya Zabirova)

Cyclisme sur piste
- Championnats du monde : 1
  - Course aux points : 2006 (Vera Carrara), 2012 (Anastasiya Chulkova )
- Championnat panaméricains : 1
  - Vitesse par équipes : 2007 (Karelia Judith Machado Jaimes)

### Championnats nationaux
| Cyclisme sur route - Championnats d'Argentine : 2 - Course en ligne : 2002, 2006 (Valeria Pintos) - Championnats de Biélorussie : 2 - Course en ligne : 2005 (Tatsiana Sharakova) - Contre-la-montre : 2005 (Tatsiana Sharakova) - Championnats du Brésil : 5 - Course en ligne : 2005, 2008 (Clemilda Fernandes Silva), 2009, 2010 (Janildes Fernandes Silva) - Contre-la-montre : 2007 (Janildes Fernandes Silva) - Championnats du Japon : 1 - Course en ligne : 2005 (Miho Oki) - Championnats de Nouvelle-Zélande : 1 - Course en ligne : 2011 (Catherine Cheatley) - Championnats de République tchèque : 1 - Contre-la-montre : 2007 (Tereza Huříková) | - Championnats de Russie : 1 - Contre-la-montre : 2002 (Zulfiya Zabirova) - Championnats d'Ukraine : 3 - Course en ligne : 2008 (Tatiana Stiajkina), 2011 (Tetiana Riabchenko) - Contre-la-montre : 2008 (Tatiana Stiajkina) - Championnats du Venezuela : 2 - Course en ligne : 2007 (Danielys García) - Contre-la-montre : 2007 (Karelia Machado) Cyclo-cross - Championnats d'Italie : 1 - Élites : 2006 (Annabella Stropparo) |

## Encadrement
Franco Chirio est de 2006 à 2013 le représentant de l'équipe auprès de l'UCI. Il est officiellement gérant de 2011 et directeur sportif en 2012 et 2014. Fabrizio Massa est gérant de 2006 à 2010. Alfonso Mottola occupe le même poste en 2006, tout comme Luisiana Pegoraro. Antonio Fanelli est directeur en 2007 à 2008. Francesco Fabbri, en provenance de l'équipe Safi-Pasta Zara Manhattan l'est également en 2008. Emanuele Bombini est assistant en 2009. En 2010, ce poste est occupé par Francesco Frattini et Fortunato Lacquaniti. Antonio Contiero est gérant en 2011. Il est assisté par Rachel Heal. En 2012 et 2013, Natale Dotta est directrice sportive. Ses adjoints sont Roberto Gaggioli, Eduard Muselimyan et Corrado Salemi. Les deux derniers occupent le même poste l'année suivante.

## Partenaires
L'entreprise Chirio est un fabricant de glace et est partenaire de l'équipe de sa création à 2010 puis en 2013. L'entreprise agroalimentaire Forno d'Asolo finance l'équipe de 2002 à 2014. En 2011, Colavita, une marque d'huile d'olive parraine la structure.

## Chirio Forno d'Asolo en 2013

### Arrivées et départs
| Arrivées                 | Équipe 2012 |
| ------------------------ | ----------- |
| Chiara Agnelli           |             |
| Clemilda Fernandes Silva |             |
| Julia Martisova          | BePink      |
| Rasa Mazeikyte           |             |
| Vaida Pikauskaite        |             |
| Vilija Sereikaite        |             |
| Alena Sitsko             |             |
| Ausrine Trebaite         |             |
| Egle Zablockyte          |             |

| Départs             | Équipe 2013          |
| ------------------- | -------------------- |
| Anastasiya Chulkova | RusVelo              |
| Francesca Faustini  |                      |
| Whitney Gaggioli    |                      |
| Huda Grairi         |                      |
| Silvia Marotta      |                      |
| Flavia Oliveira     | GSD Gestion-Kallisto |
| Svetlana Paulikaite |                      |
| Federica Primavera  |                      |
| Liza Rachetto       |                      |
| Sari Saarelainen    | Faren Kuota          |
| Patricia Schwager   | Faren Kuota          |

## Effectif
| Cycliste                 | Date de naissance | Nationalité | Équipe 2012            |  |
| ------------------------ | ----------------- | ----------- | ---------------------- |  |
| Chiara Agnelli           | 25 juin 1979      | Italie      |                        |  |
| Clemilda Fernandes Silva | 25 juin 1979      | Brésil      |                        |  |
| Uênia Fernandes Da Souza | 12 août 1984      | Brésil      | Forno d'Asolo Colavita |  |
| Julia Martisova          | 15 juin 1976      | Russie      | BePink                 |  |
| Rasa Mazeikyte           | 31 mars 1976      | Lituanie    |                        |  |
| Vaida Pikauskaite        | 29 mars 1991      | Lituanie    |                        |  |
| Tetiana Riabchenko       | 28 août 1989      | Ukraine     | Forno d'Asolo Colavita |  |
| Vilija Sereikaite        | 12 février 1987   | Lituanie    |                        |  |
| Alena Sitsko             | 4 décembre 1987   | Lituanie    |                        |  |
| Ausrine Trebaite         | 18 octobre 1988   | Lituanie    |                        |  |
| Jessica Uebelhart        | 16 octobre 1990   | Suisse      | Forno d'Asolo Colavita |  |
| Egle Zablockyte          | 24 mai 1989       | Lituanie    |                        |  |

### Victoires

#### Sur route
| Date     | Course                                             | Pays     | Classe | Vainqueur                |
| -------- | -------------------------------------------------- | -------- | ------ | ------------------------ |
| 1er mars | 3e étape de la Vuelta Ciclista Femenina a Salvador | Salvador | 2.2    | Clemilda Fernandes Silva |
| 4 mars   | 6e étape de la Vuelta Ciclista Femenina a Salvador | Salvador | 2.2    | Uênia Fernandes Da Souza |
| 7 mars   | Grand Prix GSB                                     | Salvador | 1.1    | Clemilda Fernandes Silva |
| 12 mai   | Tour de l'île de Chongming                         | Chine    | CDM    | Tetiana Riabchenko       |

#### Sur piste
| Date       | Course                          | Pays     | Classe | Vainqueur         |
| ---------- | ------------------------------- | -------- | ------ | ----------------- |
| 12 octobre | Omnium à Panevezys              | Lituanie | 2      | Ausrine Trebaite  |
| 12 octobre | Vitesse par équipes à Panevezys | Lituanie | 2      | Vilija Sereikaite |

### Classement UCI
| Rang | Coureuse                 | Points |
| ---- | ------------------------ | ------ |
| 30   | Clemilda Fernandes Silva | 182,25 |
| 38   | Tetiana Riabchenko       | 131    |
| 160  | Julia Martisova          | 19     |
| 164  | Uênia Fernandes Da Souza | 17,25  |
| 421  | Alena Sitsko             | 2      |

### Fusion avec Pasta Zara-Cogeas
| Arrivées | Équipe 2013 |
| -------- | ----------- |

| Départs                  | Équipe 2014            |
| ------------------------ | ---------------------- |
| Chiara Agnelli           |                        |
| Clemilda Fernandes Silva |                        |
| Uênia Fernandes Da Souza | Estado de Mexico Faren |
| Julia Martisova          |                        |
| Rasa Mazeikyte           |                        |
| Vaida Pikauskaite        |                        |
| Tetiana Riabchenko       |                        |
| Vilija Sereikaite        |                        |
| Alena Sitsko             | Forno d’Asolo-Astute   |
| Ausrine Trebaite         |                        |
| Jessica Uebelhart        |                        |
| Egle Zablockyte          |                        |